# Елдинген
Елдинген (њем. Eldingen) општина је у њемачкој савезној држави Доња Саксонија. Једно је од 24 општинска средишта округа Целе. Према процјени из 2010. у општини је живјело 2.201 становника. Посједује регионалну шифру (AGS) 3351008.

## Географски и демографски подаци
Елдинген се налази у савезној држави Доња Саксонија у округу Целе. Општина се налази на надморској висини од 71 метра. Површина општине износи 56,7 km². У самом мјесту је, према процјени из 2010. године, живјело 2.201 становника. Просјечна густина становништва износи 39 становника/km².